# فابيو مانويل ماتوس سانتوس
فابيو مانويل ماتوس سانتوس (بالبرتغالية: Fábio Manuel Matos Santos) (22 مايو 1988 في البرتغال - ) هو لاعب كرة قدم برتغالي في مركز الدفاع. لعب مع نادي بيرا مار ونادي فولن ونادي ليتشويس ونادي ماريتيمو وجي. دي. توريزينسي ‏ وCD Operário ‏ وC.S. Marítimo B ‏ ونادي تشافيس.

## وصلات خارجية
- فابيو مانويل ماتوس سانتوس على موقع قاعدة بيانات كرة القدم.إي يو (الإنجليزية)
- فابيو مانويل ماتوس سانتوس على موقع Soccerway.com (الإنجليزية)